# البیاریکس (قمر)
البیاریکس (به انگلیسی: Albiorix) از قمرهای نامنظم و موافق گرد زحل است که در سال ۲۰۰۰ توسط ماتیو هولمن و همکارانش کشف شده و با نام موقت اس/۲۰۰۰ اس ۱۱ نامگذاری شد.
البیاریکس بزرگترین عضو قمرهای نامنظم گروه گالی است.
در ماه اوت سال ۲۰۰۳نام آن را البیاریکس-یک غول گالی که به عنوان پادشاه جهان در نظر گرفته می‌شد- گذاشتنداین نام از کتیبه‌ای که در نزدیکی شهر فرانسوی Sablet یافت شد شناخته شده است. این کتیبه او را با خدای رومی مارس یکی می‌داند.

گروهی از قمرهای نامنظم زحل: گالی (قرمز) و اینوئیت (آبی)

البیاریکس با مداری حدود ۱۶ میلیون کیلومتر به دور زحل می‌چرخد و قطرش حدود ۳۲ کیلومتر و سپیدایی فرضی‌اش ۰٫۰۴ است. دورهٔ چرخش آن توسط دوربین آی اس اس کاوشگر فضایی تحقیقاتی کاسینی-هویگنس ۱۳ ساعت و ۱۹ دقیقه اندازه‌گیری شد.
نمودار نشان می‌دهد که چرخش البیوریگین با دیگر قمرهای موافق‌گرد زحل مرتبط است. خروج از مرکز مدار بوسیلهٔ بخش زرد که از اوج به حضیض می‌رسد نشان داده شده است.
با توجه به شباهت عناصر مداری و ویژگی‌های فیزیکی همگن با دیگر اعضای گروه گالی، پیشنهاد شده است که این قمرها از تجزیهٔ یک قمر بزرگتر منشأ گرفته‌اند.